# Evil Grave: Curse of the Maya

Evil Grave: Curse of the Maya est un film américain réalisé par David Heavener, sorti en 2004.

## Synopsis
Un couple emménage dans une maison située en plein désert mexicain, ancien lieu de culte maya où se déroulaient d’atroces sacrifices. Dérangés par leur présence, les morts se réveillent.

## Fiche technique
- Titre : Evil Grave: Curse of the Maya
- Réalisation : David Heavener
- Scénario : David Heavener
- Production : David Heavener et Barry Strudwick
- Budget : 1,2 million de dollars (880 000 euros)
- Musique : David Heavener
- Photographie : Joseph Rubinstein
- Montage :  Christopher Roth
- Décors : Sally Sherwood
- Pays d'origine : États-Unis
- Format : Couleurs - 1,85:1 - Stéréo - 35 mm
- Genre : Horreur
- Durée : 90 minutes
- Date de sortie : 3 novembre 2004 (États-Unis)

## Distribution
- David Heavener : Michael
- Amanda Baumann : Renee
- Joe Estevez : Jeffrey
- Todd Bridges : Herardo
- Steven Bracy : Daniel
- Carrie Gonzalez : Trisha
- Robert Bustamante : Hector
- Alfredo Hernandez : Jose
- Andrew Crandall : le père maya
- Lauren Aguas : la mère
- Robert Aceves : l'adolescent
- Elizabeth Webster : la fille zombie
- Victoria Libertie : la petite fille
- Ardena Francis : Amanda
- Maui Vang : Mme Collins

## Autour du film
- Le tournage s'est déroulé dans le comté de Kern, en Californie.